# Cenizas
Cenizas (spanisch, auf Deutsch etwa Asche) ist eine Metalcore-Band aus Chile.

## Geschichte
Die Gruppe gründete sich im Jahr 2006 in Santiago de Chile und bestand zunächst aus Fernando Salazar (Gesang), Andres Catalan (Gitarre), Cristian Silva (Gitarre), Miguel Angel Ortega (Bass) und Angelo Flores (Schlagzeug). Später verließ Silva die Band, Ortega wechselte an die Gitarre, und Antonio Garcia wurde neuer Bassist.
Bereits 2008 erschien die EP Con Nuestras Manos Al Viento in Eigenregie. Inzwischen steht die Gruppe beim argentinischen Label Vegan Records unter Vertrag, bei dem die Gruppe im April 2010 das Debütalbum Hacia el Amanecer de Nuestros Sueños... veröffentlichte. Im Februar 2012 startete die Gruppe ihre „BVRN Sudamerica Tour“, welche durch Chile, Argentinien und Brasilien führte. In Argentinien spielte die Gruppe unter anderem mit den Labelkollegen Dar Sangre.

## Diskografie
- 2008: Con Nuestras Manos Al Viento
- 2010: Hacia el Amanecer de Nuestros Sueños... (Vegan Records)
- 2016: Echoes (Vegan Records)